# 熊本市立本荘小学校
熊本市立本荘小学校（くまもとしりつ ほんじょうしょうがっこう）は、熊本県熊本市中央区本荘六丁目にある公立小学校。

## 沿革
- 1875年（明治8年） - 公立中荘小学校創立。中間分校、南分校設置
- 1877年（明治10年） - 両分校を廃止し、本校に合併
- 1881年（明治14年） - 隣村春竹小学校と合併、尋常竹荘小学校となり、本校を北部教場、春竹校を南部教場とする。
- 1888年（明治21年） - 市町村制の実施に伴い分離して本荘尋常小学校と改称。
- 1890年（明治23年） - 飽託郡本荘尋常小学校となる。
- 1908年（明治41年） - 熊本市に合併され、熊本市立本荘尋常高等小学校となる。
- 1941年（昭和16年） - 本荘国民学校と改称
- 1947年（昭和22年） - 熊本市立本荘小学校に改称

## 校訓
- なかよく
- かしこく
- たくましく

## クラブ活動

### 運動部
- 総合体育部（主にバドミントン）

### 文化部
- 太鼓部（世継太鼓）

## 著名な卒業生
- 吉原正喜